# Đường cao tốc Hà Nội – Thái Nguyên – Bắc Kạn – Cao Bằng
Đường cao tốc Hà Nội – Thái Nguyên – Bắc Kạn – Cao Bằng (ký hiệu toàn tuyến là CT.07), tên chính thức trên các văn bản của cơ quan nhà nước là Quốc lộ 3 mới, là một đoạn đường cao tốc thuộc hệ thống đường cao tốc Việt Nam tại miền Bắc Việt Nam.

## Vị trí
Tuyến đường đi qua địa bàn bốn tỉnh thành là Hà Nội (25 km), Thái Nguyên (163 km), Cao Bằng (30 km) và một đoạn ngắn trên địa bàn tỉnh Bắc Ninh (9 km). Điểm đầu của tuyến cao tốc này là Km 152+400 Quốc lộ 1 mới thuộc địa phận xã Phù Đổng, thành phố Hà Nội. Điểm cuối là Quốc lộ 3 thuộc địa phận xã Chợ Mới, tỉnh Thái Nguyên. Cao tốc Hà Nội – Thái Nguyên – Bắc Kạn – Cao Bằng giao với Quốc lộ 18 tại địa bàn xã Tam Giang (Bắc Ninh) và đi song song với đường sắt, quốc lộ 3A hiện nay ở phía Đông rồi nối với phường Quyết Thắng (Thái Nguyên) tại km 61+300.

## Quy hoạch
Đường cao tốc này từng được quy hoạch từ năm 2015 đến 2021 với điểm cuối của tuyến chỉ đến Bắc Kạn.

## Thiết kế
Đường cao tốc Hà Nội – Thái Nguyên – Bắc Kạn – Cao Bằng có mặt đường rộng 34,5m và dài 227 km. Đoạn Hà Nội – Thái Nguyên có quy mô 4 làn xe và 2 làn dừng khẩn cấp với phân đoạn Ninh Hiệp – Sóc Sơn và Thịnh Đán – Tân Long, tốc độ thiết kế 100 km/h; riêng với phân đoạn Sóc Sơn – Thịnh Đán được thiết kế 4 làn xe, phần lề đường được mở rộng 1,5m, bố trí điểm dừng khẩn cấp cách nhau 4–5 km/1 điểm, tốc độ tối đa 90 km/h.

## Nút giao thông
Trên tuyến có 6 nút giao thông (giao Quốc lộ 1, giao Quốc lộ 18, Sóc Sơn, Yên Bình (Km 41 + 800, Phổ Yên), Sông Công (Km 53 + 000), Tân Lập), trong đó có 3 nút giao khác mức và 29 cầu (có 17 cầu lớn).

## Xây dựng
Tổng mức đầu tư dự án (đoạn Hà Nội – Thái Nguyên) là 10.000 tỷ đồng. Tuyến đường được thủ tướng Nguyễn Tấn Dũng khởi công vào ngày 24 tháng 11 năm 2009. Ngày 18 tháng 1 năm 2014, Thủ tướng Chính phủ Nguyễn Tấn Dũng chính thức cắt băng khánh thành và thông xe toàn bộ tuyến cao tốc Hà Nội – Thái Nguyên và từ tháng 12 năm 2016, thông xe tiếp đoạn Thái Nguyên – Chợ Mới giai đoạn 1. Đường cao tốc Hà Nội – Thái Nguyên giúp giảm tải cho Quốc lộ 3 cũ, tuyến đường cũng có ý nghĩa rất lớn để phát triển kinh tế cho các tỉnh vùng núi phía Bắc.
Ban Quản lý Dự án 2 đã trình Bộ GTVT phê duyệt điều chỉnh chủ trương đầu tư dự án Chợ Mới – Bắc Kạn vào ngày 18 tháng 1 năm 2024. Theo phương án đề xuất, dự án sẽ được đầu tư với tổng chiều dài gần 29 km với quy mô 4 làn xe hoàn chỉnh, bề rộng nền đường 22m, bề rộng mặt đường 20,5m, tốc độ thiết kế 80 km/h. Riêng một số đoạn thuận lợi thiết kế hình học sẽ có tốc độ thiết kế 100 km/h. Với phương án trên, sơ bộ tổng mức đầu tư đề nghị điều chỉnh là 5.750 tỷ đồng. Trong đó, chi phí xây dựng khoảng 4.146 tỷ đồng; chi phí tư vấn, quản lý dự án, khác khoảng hơn 400 tỷ đồng; chi phí giải phóng mặt bằng khoảng 490 tỷ đồng; chi phí dự phòng khoảng 700 tỷ đồng. Tuyến đường cao tốc này chính thức khởi công xây dựng vào ngày 15 tháng 3 năm 2025.

## Chi tiết tuyến đường

Bảng thông tin tốc độ đường cao tốc đối với đoạn Ninh Hiệp – Sóc Sơn và Thịnh Đán – Tân Long (Trên thực tế một số đoạn của tuyến đường vẫn còn sử dụng biển báo theo quy chuẩn cũ)

### Làn xe
- Ninh Hiệp – Sóc Sơn, Thịnh Đán – Tân Long: 4 làn xe và 2 làn dừng khẩn cấp
- Sóc Sơn – Thịnh Đán: 4 làn xe, có điểm dừng khẩn cấp

### Chiều dài
- Hà Nội – Thái Nguyên: 70,0 km
- Thái Nguyên – Cao Bằng: 157 km

### Tốc độ giới hạn
- Ninh Hiệp – Sóc Sơn, Thịnh Đán – Tân Long: Tối đa: 100 km/h, Tối thiểu: 60 km/h
- Sóc Sơn – Thịnh Đán: Tối đa: 90 km/h, Tối thiểu: 60 km/h

## Lộ trình chi tiết
- IC – Nút giao, JCT – Điểm lên xuống, SA – Khu vực dịch vụ (Trạm dừng nghỉ), TN – Hầm đường bộ, TG – Trạm thu phí, BR – Cầu
- Đơn vị đo khoảng cách là km.

### Đoạn Hà Nội – Bắc Kạn
| Số                                                     | Tên                                | Khoảng cách từ đầu tuyến | Kết nối                                                                 | Ghi chú                                              | Vị trí                         | Vị trí                         |
| ------------------------------------------------------ | ---------------------------------- | ------------------------ | ----------------------------------------------------------------------- | ---------------------------------------------------- | ------------------------------ | ------------------------------ |
| 1                                                      | IC Ninh Hiệp                       | 0.0                      | Đường cao tốc Hà Nội – Bắc Giang ( Quốc lộ 1) Đường vành đai 3 (Hà Nội) | Đầu tuyến đường cao tốc                              | Hà Nội                         | Phù Đổng                       |
| BR                                                     | Cầu vượt đường sắt                 | ↓                        |                                                                         | Vượt Đường tỉnh 295B và đường sắt Hà Nội – Đồng Đăng | Hà Nội                         | Phù Đổng                       |
| -                                                      | IC Liên Hà                         |                          | Đường vành đai 3 (Hà Nội)                                               | Chưa thi công                                        | Hà Nội                         | Đông Anh                       |
| 2                                                      | IC Quốc lộ 18                      |                          | Đường cao tốc Nội Bài – Bắc Ninh – Hạ Long ( Quốc lộ 18)                |                                                      | Bắc Ninh                       | Ranh giới Văn Môn – Tam Giang  |
| BR                                                     | Cầu Xuân Tảo                       | ↓                        |                                                                         | Vượt sông Cà Lồ                                      | Ranh giới Bắc Ninh – Hà Nội    | Ranh giới Bắc Ninh – Hà Nội    |
| 3                                                      | IC Sóc Sơn                         |                          | Đường tỉnh 296                                                          |                                                      | Hà Nội                         | Trung Giã                      |
| BR                                                     | Cầu Sông Công                      | ↓                        |                                                                         | Vượt sông Công                                       | Ranh giới Hà Nội – Thái Nguyên | Ranh giới Hà Nội – Thái Nguyên |
| SA                                                     | Trạm dừng nghỉ Hải Đăng            |                          |                                                                         |                                                      | Thái Nguyên                    | Trung Thành                    |
| 4                                                      | IC Yên Bình                        |                          | Đường Trần Nguyên Hãn                                                   |                                                      | Thái Nguyên                    | Vạn Xuân                       |
| 5                                                      | JCT Khu công nghiệp Yên Bình       |                          |                                                                         | Hướng đi Thái Nguyên                                 | Thái Nguyên                    | Phổ Yên                        |
| BR                                                     | Cầu vượt đường sắt                 | ↓                        |                                                                         | Vượt đường sắt Hà Nội – Quan Triều                   | Thái Nguyên                    | Bách Quang                     |
| 6                                                      | IC Sông Công                       |                          | Quốc lộ 3                                                               |                                                      | Thái Nguyên                    | Bách Quang                     |
| 7                                                      | IC Tân Lập                         |                          | Quốc lộ 3                                                               |                                                      | Thái Nguyên                    | Quyết Thắng                    |
| 8                                                      | IC Thịnh Đán                       |                          | Đường Quang Trung                                                       |                                                      | Thái Nguyên                    | Quyết Thắng                    |
| BR                                                     | Cầu vượt đường sắt                 | ↓                        |                                                                         | Vượt đường sắt Quan Triều – Núi Hồng                 | Thái Nguyên                    | Quyết Thắng                    |
| 9-1                                                    | IC Tân Long                        |                          | Quốc lộ 3 Quốc lộ 1B Quốc lộ 37                                         |                                                      | Thái Nguyên                    | Quán Triều                     |
| 9-2                                                    | IC Tân Long                        |                          | Quốc lộ 3 Quốc lộ 37                                                    |                                                      | Thái Nguyên                    | Quán Triều                     |
| TG                                                     | Trạm thu phí Thái Nguyên – Chợ Mới |                          |                                                                         |                                                      | Thái Nguyên                    | Quán Triều                     |
| BR                                                     | Cầu Quảng Chu                      | ↓                        |                                                                         | Vượt sông Cầu                                        | Thái Nguyên                    | Chợ Mới                        |
| 10                                                     | IC Chợ Mới                         |                          | Đường tỉnh 256                                                          |                                                      | Thái Nguyên                    | Chợ Mới                        |
| 11                                                     | IC Thanh Bình                      |                          | Quốc lộ 3                                                               |                                                      | Thái Nguyên                    | Chợ Mới                        |
| BR                                                     | Cầu                                | ↓                        |                                                                         | Vượt sông Cầu Đang thi công                          | Thái Nguyên                    | Tân Kỳ                         |
| 12                                                     | IC Quốc lộ 3                       |                          | Quốc lộ 3                                                               | Đang thi công                                        | Thái Nguyên                    | Tân Kỳ                         |
| 13                                                     | IC Thanh Mai - Thanh Vận           |                          | Đường tỉnh 259                                                          | Đang thi công                                        | Thái Nguyên                    | Tân Kỳ                         |
| 14                                                     | IC Đường trục 1                    |                          | Đường tỉnh 259                                                          | Đang thi công                                        | Thái Nguyên                    | Bắc Kạn                        |
| 15                                                     | IC Bắc Kạn                         |                          | Quốc lộ 3B                                                              | Đang thi công                                        | Thái Nguyên                    | Bắc Kạn                        |
| Kết nối trực tiếp với Đường cao tốc Bắc Kạn – Cao Bằng |                                    |                          |                                                                         |                                                      |                                |                                |
| 1.000 mi = 1.609 km; 1.000 km = 0.621 mi               |                                    |                          |                                                                         |                                                      |                                |                                |